# Heuchera
- Commons
- Wikispecies

Heuchera L. é um género botânico pertencente à família Saxifragaceae.

## Espécies
| - Heuchera abramsii - Heuchera alpestris - Heuchera americana - Heuchera brevistaminea - Heuchera brizoides - Heuchera cespitosa - Heuchera chlorantha - Heuchera cylindrica - Heuchera duranii - Heuchera elegans | - Heuchera maxima - Heuchera merriamii - Heuchera micrantha - Heuchera parishii - Heuchera pilosissima - Heuchera pulchella - Heuchera rubescens - Heuchera sanguinea - Heuchera villosa - Heuchera wootonii |

- Lista completa

## Classificação do gênero
| Sistema | Classificação                    | Referência               |
| ------- | -------------------------------- | ------------------------ |
| Linné   | Classe Pentandria, ordem Digynia | Species plantarum (1753) |